# Common Type System
Common Type System (сокр. CTS, рус. Общая система типов) — часть .NET Framework, формальная спецификация, определяющая, как какой-либо тип (класс, интерфейс, структура, встроенный тип данных) должен быть определён для его правильного выполнения средой .NET. Кроме того, данный стандарт определяет, как определения типов и специальные значения типов представлены в компьютерной памяти. Целью разработки CTS было обеспечение возможности программам, написанным на различных языках программирования, легко обмениваться информацией. Как это принято в языках программирования, тип может быть описан как определение набора допустимых значений (например, «все целые от 0 до 10») и допустимых операций над этими значениями (например, сложение и вычитание).
Спецификация для CTS закреплена в стандарте Ecma 335, озаглавленном «Common Language Infrastructure (CLI) Partitions I to VI» (рус. Общеязыковая инфраструктура, главы с I по IV). CLI и CTS были разработаны корпорацией Microsoft, а Microsoft .NET framework — реализация стандарта.

## Функции Common Type System
- Формирует фреймворк, способствующий межъязыковой интеграции, безопасности типов, а также высокой производительности исполнения кода.
- Обеспечивает объектно-ориентированную модель, поддерживающую полную реализацию множества языков программирования.
- Определяет правила, которым должны следовать языки, что в том числе позволяет гарантировать, что объекты, написанные на разных языках могут друг с другом взаимодействовать.
- CTS определяет правила, гарантирующие, что типы данных объектов, написанные на разных языках, смогут взаимодействовать друг с другом.
- CTS определяет правила для видимости типов и доступа к членам типа, то есть CTS утверждает правила, по которым сборки формируют области видимости для типа, а Common Language Runtime дополняет правила видимости.
- CTS определяет правила, управляющие наследованием типов, виртуальными методами и продолжительностью существования объектов.
- Языки, поддерживаемые платформой .NET, могут реализовывать все или некоторые из общих типов данных.

При округлении дробных значений благодаря фреймворку по умолчанию применяется метод банковского округления. Начиная с версии 2, «симметричное арифметическое округление» («англ. Symmetric Arithmetic Rounding») (округляет до ближайшего числа со стороны нуля) также доступно программистам в качестве дополнительной возможности.

## Категории типов
Стандартная система типов поддерживает две основные категории типов:
Значимые типыПеременные значимых типов непосредственно содержат данные, а экземпляры значимых типов располагаются или в стеке или непосредственно в теле других объектов. Значимые типы могут быть встроенными (реализуются средой исполнения), пользовательскими или перечислениями. Значение значимого типа может быть преобразовано в значение ссылочного типа путём применения к нему процедуры упаковки (боксинга, boxing).
Ссылочные типыПеременные ссылочных типов хранят лишь ссылку на адрес в памяти, по которому хранится значение (объект). Экземпляры ссылочных типов располагаются в куче (за исключением случая когда речь идет о указателях). Ссылочные типы делятся на самоописывающиеся типы, указатели и интерфейсы. Тип ссылочного типа может быть определен по значению самоописывающего типа. Самоописывающие типы делятся на массивы и классы. Классы в свою очередь делятся на пользовательские классы, упаковочные (boxed) значимые типы и делегаты.
Нижеследующий пример, написанный на языке Visual Basic .NET, демонстрирует различие между ссылочными типами и значимыми типами:
```
Imports
 
System

Class
 
Class1

    
Public
 
Value
 
As
 
Integer
 
=
 
0

End
 
Class
 
'Class1

 

Class
 
Test

    
Shared
 
Sub
 
Main
()

        
Dim
 
val1
 
As
 
Integer
 
=
 
0

        
Dim
 
val2
 
As
 
Integer
 
=
 
val1

        
val2
 
=
 
123

        
Dim
 
ref1
 
As
 
New
 
Class1
()

        
Dim
 
ref2
 
As
 
Class1
 
=
 
ref1

        
ref2
.
Value
 
=
 
123

        
Console
.
WriteLine
(
"Значения: {0}, {1}"
,
 
val1
,
 
val2
)

        
Console
.
WriteLine
(
"Ссылки: {0}, {1}"
,
 
ref1
.
Value
,
 
ref2
.
Value
)

    
End
 
Sub
 
'Main

End
 
Class
 
'Test

```

Вышеприведенный пример выводит следующее:
```
Значения: 0, 123
Ссылки: 123, 123
```

### Упаковка и распаковка

#### Упаковка
Значение значимого типа может быть преобразовано в значение ссылочного типа путём применения к нему процедуры упаковки (боксинга, англ. boxing). При этом значение переносится в кучу, и возвращается управляемая ссылка на область кучи содержащую это значение.
Как видно из примера приведенного ниже, в C# нет необходимости указывать компилятору, что необходимо упаковать Int32-значение, превратив его тем самым в объект, поскольку компилятор C# сам выявляет такую необходимость и вставляет соответствующий код (IL). Однако это не относится к возможностям среды выполнения, а является поведением компилятора. Так в языке F# упаковка производится только если программист явно указал её необходимость.
```
Int32
 
x
 
=
 
10
;
 

object
 
o
 
=
 
x
 
;
 
// Неявная упаковка

Console
.
WriteLine
(
"Объект o = {0}"
,
o
);
 
// печатает 10

```

Однако, Int32 всегда может быть упакован явным образом, как показано ниже:
```
Int32
 
x
 
=
 
10
;
 

object
 
o
 
=
 
(
object
)
 
x
;
 
// Явная упаковка

Console
.
WriteLine
(
"Объект o = {0}"
,
o
);
 
// печатает 10

```

#### Распаковка
Процесс, обратный упаковке называется распаковкой (англ. unboxing). Нижеследующий пример демонстрирует как в языке C# распаковать запакованный до этого значимый тип. 
```
Int32
 
x
 
=
 
5
;
 

object
 
o1
 
=
 
x
;
 
// Неявная упаковка

x
 
=
 
(
int
)
o1
;
 
// Явная распаковка

```

Необходимо отметить, что в данном пример распаковка требует явного приведения типов. Это связано с тем, что запакованное значение имеет тип object, а распаковка требует указания конкретного типа. Начиная с C# 4.0 вместо типа object можно использовать тип dynamic, что позволяет обходиться без явного приведения типов.
```
dynamic
 
x
 
=
 
42
;

int
 
y
 
=
 
x
;
 
// Неявная распаковка

```